# Primož Skerbinek
Primož Skerbinek, slovenski alpski smučar, * 18. marec 1980. 
Skerbinek je nastopil na svetovnem mladinskem prvenstvu leta 2000, kjer je zasedel 35. mesto v superveleslalomu in 46. v smuku. Na svetovnih prvenstvih je nastopil edinkrat leta 2003 v St. Moritzu, kjer je zasedel 21. mestom v smuku in 32. v superveleslalomu. V svetovnem pokalu je tekmoval dve sezoni v letih 2002 in 2003. Debitiral je 2. marca 2002 na smuku v St. Moritzu z 21. mestom in edino uvrstitvijo med dobitnike točk v njegovi karieri. Skupno je v svetovnem pokalu nastopil osemnajstkrat, dvanajstkrat v smuku in šestkrat v superveleslalomu. V sezoni 2001/02 je postal slovenski državni prvak v superveleslalomu, naslov si je delil z Andrejem Jermanom. Leta 2003 je prejel dvoletno prepoved nastopanja zaradi zlorabe dopinga, pozitiven je bil na stanozol.